# New Black Cinema
New Black Cinema ist eine Genrebezeichnung für die Filme afroamerikanischer Regisseure Ende der 1980er und Anfang der 1990er Jahre.

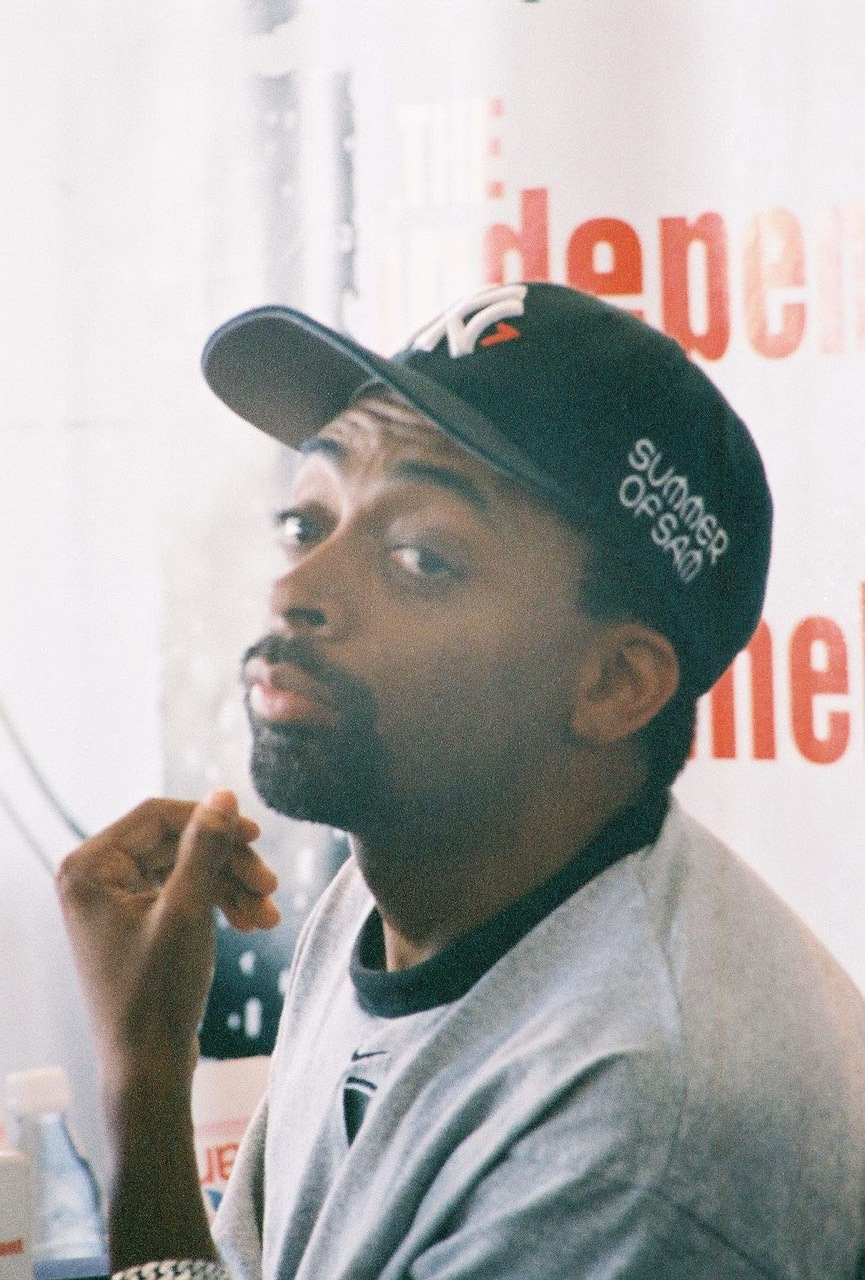
Regisseur Spike Lee

Eine genaue Definition ist schwierig, da der Begriff New Black Cinema von der Filmkritik der Blaxploitation-Ära bereits benutzt beziehungsweise ein New Black Cinema gefordert wurde. Dieses sollte vor allem zum Ziel haben, afroamerikanische Schauspieler anders als im Mainstream-Kino einzusetzen, dessen Besetzungs- und Auszeichnungspolitik als diskriminierend und rassistisch kritisiert wurde, und afroamerikanische Themen aus einer eigenen Perspektive heraus darzustellen.
Als Initialzündung des New Black Cinema gilt Nola Darling von Spike Lee. Die Welle erfolgreicher afroamerikanischer Underground-Filme verebbte bereits Mitte der 1990er Jahre, als viele vom New Black Hollywood sprachen und sich Regisseure wie Spike Lee, John Singleton und Mario van Peebles sowie ihre bevorzugten Schauspieler wie Denzel Washington, Wesley Snipes, Angela Bassett, Samuel L. Jackson und Rosie Perez in Hollywood durchsetzten und zu auch kommerziell erfolgreichen Stars geworden waren.

## Typische Filme
- Nola Darling (She’s Gotta Have It) (1986 Regie: Spike Lee)
- Hollywood Shuffle (1987 Regie: Robert Townsend)
- Do the Right Thing (1989 Regie: Spike Lee)
- Mo’ Better Blues (1990 Regie: Spike Lee)
- New Jack City (1990 Regie: Mario Van Peebles)
- Jungle Fever (1991 Regie: Spike Lee)
- Boyz n the Hood – Jungs im Viertel (1991 Regie: John Singleton)
- Juice – City-War (1992 Regie: Ernest Dickerson)
- Menace II Society (1992 Regie: Allen und Albert Hughes)
- Malcolm X (1992 Regie: Spike Lee)
- Higher Learning – Die Rebellen (1995 Regie: John Singleton)
- Panther (1995 Regie: Mario van Peebles)
- Hip Hop Hood – Im Viertel ist die Hölle los (1996 Regie: Parice Barseley)
- Eve’s Bayou (1997 Regie: Kasi Lemmons)